# Strobilanthes
Genre
Classification APG III (2009)
Strobilanthes est un genre d'environ 250 espèces de plantes à fleurs de la famille des Acanthacées. Ce sont des plantes herbacées ou ligneuses, arbustives, rampantes ou bien sarmenteuses. La plupart sont originaires d'Asie et vivent en zone tropicale, subtropicale et tempérée. Les rameaux sont caractérisés par des nœuds, plus ou moins renflés.
C'est le genre type de la sous-tribu des Strobilanthinae.
En horticulture, plusieurs espèces et cultivars sont bien connus pour leur feuillage et leur floraison.

## Espèces
Selon [réf. nécessaire] :
- Strobilanthes anisophyllum
- Strobilanthes auriculatus Nees
- Strobilanthes atropurpureus
- Strobilanthes calycina
- Strobilanthes cernua
- Strobilanthes cusia (Nees) O. Kuntze
- Strobilanthes ciliata
- Strobilanthes cyclus C. B. Clarke ex W. W. Sm.
- Strobilanthes divaricatus (Nees) T. Anders.
- Strobilanthes dyerianus
- Strobilanthes flexicaulis Hayata
- Strobilanthes formosanus Moore
- Strobilanthes forrestii Diels
- Strobilanthes foliosa
- Strobilanthes glandulifera Hatusima
- Strobilanthes hamiltonianus (Steud.) Bosser et Heine - Califon
- Strobilanthes involucrata
- Strobilanthes isophyllus
- Strobilanthes kunthiana
- Strobilanthes lactatus
- Strobilanthes lanata
- Strobilanthes longespicatus Hayata
- Strobilanthes lupulina
- Strobilanthes micrantha
- Strobilanthes oliganthus Miq.
- Strobilanthes pentstemonoides (Nees) T. Anders.
- Strobilanthes perrottetiana.
- Strobilanthes pulcherrima
- Strobilanthes rankanensis Hayata
- Strobilanthes tetraspermus (Champ. ex Benth.) Druce
- Strobilanthes triflorus Y. C. Tang
- Strobilanthes viscosa
- Strobilanthes yaruchbannum
- Strobilanthes yunnanensis Diels

Selon NCBI (3 Aug 2010) :
- Strobilanthes alata
- Strobilanthes anceps
- Strobilanthes andamanensis
- Strobilanthes anisophylla
- Strobilanthes aprica
- Strobilanthes asper
- Strobilanthes attenuata
- Strobilanthes auriculata
- Strobilanthes autapormorpha
- Strobilanthes barbata
- Strobilanthes bibracteata
- Strobilanthes calycina
- Strobilanthes capitata
- Strobilanthes cernua
- Strobilanthes ciliata
- Strobilanthes claviculata
- Strobilanthes colorata
- Strobilanthes decurrens
- Strobilanthes dupeni
- Strobilanthes dyeriana
- Strobilanthes echinata
- Strobilanthes filiformis
- Strobilanthes flexicaulis
- Strobilanthes formosana
- Strobilanthes forrestii
- Strobilanthes frondosa
- Strobilanthes galeopsis
- Strobilanthes glandulifera
- Strobilanthes gossypina
- Strobilanthes habracanthoides
- Strobilanthes hamiltoniana
- Strobilanthes hirtus
- Strobilanthes hookeri
- Strobilanthes hossei
- Strobilanthes imbricata
- Strobilanthes involucrata
- Strobilanthes isophylla
- Strobilanthes japonica
- Strobilanthes kunthiana
- Strobilanthes lamiifolia
- Strobilanthes lanata
- Strobilanthes lanyuensis
- Strobilanthes lawsonii
- Strobilanthes longespicata
- Strobilanthes lupulina
- Strobilanthes lurida
- Strobilanthes maculata
- Strobilanthes micrantha
- Strobilanthes multidens
- Strobilanthes neilgherrensis
- Strobilanthes oligantha
- Strobilanthes oligocephala
- Strobilanthes penstemonoides
- Strobilanthes pluriformis
- Strobilanthes pulcherrima
- Strobilanthes pulneyensis
- Strobilanthes punctata
- Strobilanthes rankanensis
- Strobilanthes repanda
- Strobilanthes rubescens
- Strobilanthes rubicunda
- Strobilanthes serrata
- Strobilanthes sessilis
- Strobilanthes sexennis
- Strobilanthes slamatensis
- Strobilanthes speciosa
- Strobilanthes steenisiana
- Strobilanthes stenodon
- Strobilanthes tashiroi
- Strobilanthes wakasana
- Strobilanthes walkeri
- Strobilanthes wightiana
- Strobilanthes zenkeriana
- Strobilanthes sp. 'Hongkong Island'